# 1984 Федински
1984 Fedynskij је астероид главног астероидног појаса са пречником од приближно 37,98 km.
Афел астероида је на удаљености од 3,288 астрономских јединица (АЈ) од Сунца, а перихел на 2,738 АЈ.
Ексцентрицитет орбите износи 0,091, инклинација (нагиб) орбите у односу на раван еклиптике 4,790 степени, а орбитални период износи 1910,583 дана (5,230 година).
Апсолутна магнитуда астероида је 11,10 а геометријски албедо 0,044.
Астероид је откривен . 1975. године.